# Sundance Kid
 (décembre 2018).
Le contenu est difficilement compréhensible vu les erreurs de traduction, qui sont peut-être dues à l'utilisation d'un logiciel de traduction automatique.
Harry Alonzo Longabaugh, plus connu sous le nom de Sundance Kid, est un bandit et voleur de banques américain né en 1867 à Mont Clare en Pennsylvanie et présumé mort en novembre 1908. Il était membre avec Butch Cassidy de la Wild Bunch.

## Biographie

### Jeunesse et carrière

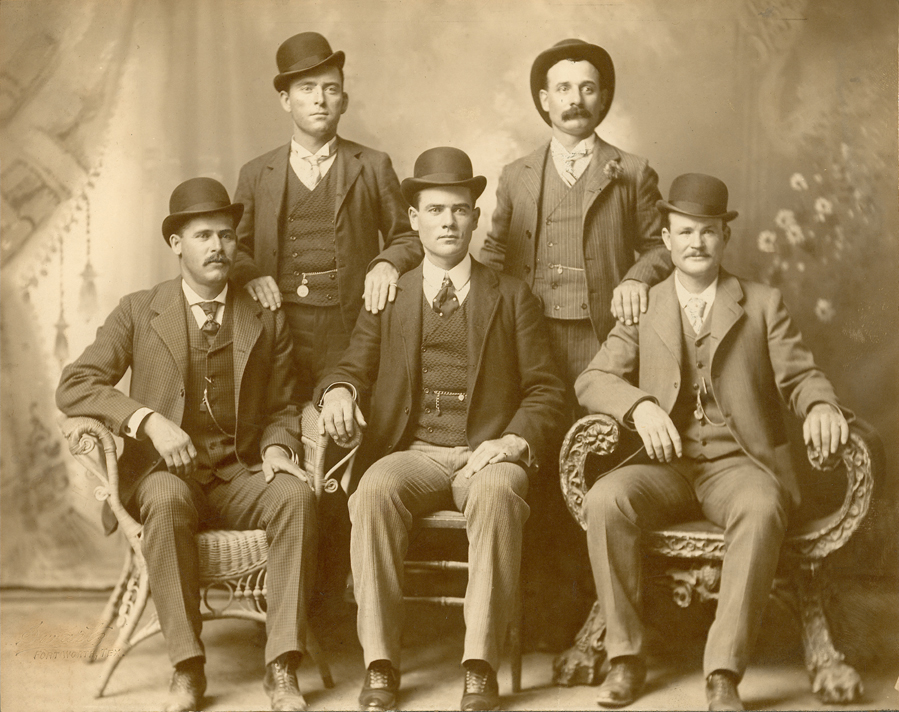
De gauche à droite 1re rangée : Harry A. Longabaugh, alias the Sundance Kid, Ben Kilpatrick, alias the Tall Texan, Robert Leroy Parker, alias Butch Cassidy ; 2e rangée : Will Carver et Harvey Logan, alias Kid Curry (Fort Worth, 1901).

Longabaugh naît à Mont Clare (Pennsylvanie) en 1867 de Josiah Longabaugh et Annie G. Place, tous deux natifs de Pennsylvanie, mais d'ascendance galloise et allemande. Il est le benjamin d'une fratrie de cinq enfants (Ellwood, Samanna, Emma et Harvey).
À 15 ans, Harry Longabaugh voyage vers l'Ouest dans un chariot couvert avec son cousin George. En 1887, il vole un fusil, un cheval et une selle d'un ranch à Sundance, dans le Wyoming. Il est capturé par les autorités alors qu'il s'enfuit et est condamné à 18 mois de prison par le juge William L. Maginnis. Durant cette période d'incarcération, il adopte le surnom de « Sundance Kid ». Après sa libération, il travaille comme garçon de ranch et est engagé en 1891, à 25 ans, au Bar U Ranch, l'un des plus grands ranchs commerciaux de l'époque, implanté dans ce qui est aujourd'hui l'Alberta, au Canada.
Longabaugh est soupçonné d'avoir pris part à un braquage de train en 1892 et à un braquage de banque en 1897 avec cinq autres hommes. Il fait probablement la rencontre de Butch Cassidy à la sortie de prison de celui-ci vers 1896. Ils forment alors le gang Wild Bunch (« la Horde sauvage ») avec Ben Kilpatrick, alias « the Tall Texan », Will « News » Carver et Harvey Logan, alias « Kid Curry », l'une des bandes de voleurs les plus célèbres de l'Ouest américain, avec de nombreux vols réussis sur une des plus longues périodes de l'histoire des États-Unis[précision nécessaire].
Bien que Longabaugh soit réputé pour sa rapidité avec une arme à feu et ait souvent été qualifié de « gunfighter », il n'a tué personne avant la fusillade en Bolivie au cours de laquelle il aurait été tué avec Parker. Il est devenu plus connu qu'un autre hors-la-loi du gang surnommé lui aussi « Kid », Kid Curry (de son vrai nom Harvey Logan), qui a, lui, tué de nombreux hommes lorsqu'il faisait partie du gang. Le Sundance Kid a peut-être été confondu avec Kid Curry, de nombreux articles ayant fait référence à « the Kid » sans précision.[réf. nécessaire] Longabaugh a participé à une fusillade contre des représentants de la loi qui ont traqué un groupe dirigé par George Curry jusqu'à leur cachette de Hole-in-the-Wall, près de Buffalo dans le Wyoming, et en aurait blessé deux. À cette exception près, cependant, sa participation dans des fusillades n'est pas confirmée.
Longabaugh et Logan utilisent comme cachette une cabane dans Old Trail Town près de Cody ([Wyoming]), alors qu'ils planifient le braquage d'une banque à Red Lodge, au Montana.
Historiquement, le gang a été pendant un temps plus connu pour son utilisation relativement modérée de la violence au cours de leurs vols, s'appuyant fortement sur l'intimidation et la négociation, bien qu’encourant la pendaison. Cependant, cette représentation de la bande n'est pas très fidèle et est principalement le résultat de l'imagerie  hollywoodienne. En réalité, plusieurs personnes ont été tués par des membres de la bande, dont cinq officiers de police tués par Logan seul. Des affiches « Recherché mort ou vif » ont été affichées dans tout le pays, avec une récompense de 30 000$.
Le groupe se réfugié à Hole-in-the-Wall pendant quelques années alors qu'ils sont poursuivis par les détectives de Pinkerton, conduits par Charlie Siringo.
Parker et Longabaugh souhaitant manifestement se faire oublier et chercher de nouveaux terrains de cambriolage, quittent les États-Unis le 20 février 1901. Longabaugh embarque depuis New York avec sa compagne Etta Place et Parker à bord du navire britannique Herminius pour Buenos Aires en Argentine.

### Décès
Les faits concernant la mort de Longabaugh ne sont pas biens connus. Le 3 novembre 1908, près de San Vicente, dans le sud de la Bolivie, un employé de la mine d'argent Aramayo Franke y Cia transporte sa masse salariale d'environ 15 000  pesos boliviens par mulet lorsqu'il est attaqué et dévalisé par deux bandits américains masqués, identifiés comme Longabaugh et Parker. Les bandits se rendent ensuite dans la petite ville minière de San Vicente, où ils logent dans une petite pension appartenant à Bonifacio Casasola, un mineur local.
Casasola soupçonne ses deux pensionnaires étrangers (un mulet qu'ils possédaient portant la marque de la compagnie minière) et informe un agent de télégraphe voisin, qui avise une petite unité de cavalerie de l'armée bolivienne (le régiment Abaroa) stationnée à proximité. L'unité envoie  à San Vicente trois soldats, sous le commandement du capitaine Justo Concha, lequel informe les autorités locales. Le soir du 6 novembre, la pension est encerclée par un petit groupe composé du maire local et un certain nombre de ses fonctionnaires, plus les soldats du régiment d'Abaroa.
Lorsque les soldats s'approchent de la pension, les bandits ouvrent le feu, tuant un des soldats et blessant un autre. Une fusillade s'ensuit. Vers 2 heures du matin, pendant une accalmie, la police et les soldats entendent un homme crier à l'intérieur de la maison, suivi d'un coup de feu. Quelques minutes plus tard, un autre coup est entendu.
Le lendemain, on retrouve deux cadavres, avec de nombreuses blessures de balles aux bras et aux jambes. Un des hommes porte une blessure de balle au front, l'autre dans la tempe. À en juger par les positions des corps, le rapport de la police locale spécule qu'un bandit avait probablement abattu son partenaire blessé mortellement pour abréger ses souffrances, juste avant de se suicider avec sa dernière balle.
Dans l'enquête de la police de Tupiza qui suit, les bandits sont identifiés comme ceux qui ont attaqué le transporteur d'Aramayo, mais les autorités boliviennes ne peuvent formellement les identifier. Les corps sont enterrés au petit cimetière de San Vicente, près de la tombe de Gustav Zimmer, un mineur allemand. Bien que des tentatives aient été faites, notamment par l'anthropologue légiste américain Clyde Snow et ses chercheurs en 1991, pour trouver leurs tombes non marquées, aucune dépouille avec un ADN correspondant à celle des parents vivants de Parker et Longabaugh n'a été découverte.
Cette incertitude a conduit à de nombreuses allégations selon lesquelles l'un ou les deux auraient survécu et fini par revenir aux États-Unis. L'une d'elles prétend que Longabaugh vivait sous le nom de William Henry Long dans la petite ville de Duchesne (Utah). Long est mort en 1936 et a été enterré dans le cimetière de ville. Ses restes ont été exhumés en décembre 2008 et soumis à des tests d'ADN,,. L'anthropologue John McCullough a déclaré : « Le matériel que nous avons obtenu de Bill Long ne correspond pas au matériel que nous avons obtenu d'un parent éloigné du Sundance Kid ».
En 1909, une femme demanda à Frank Aller (vice-consul des États-Unis au Chili) de l'aide pour obtenir un certificat de décès pour Longabaugh. Aucun certificat n'a été délivré et l'identité de la femme est inconnue, mais elle a été décrite comme attrayante, menant à la spéculation qu'elle était Etta Place la petite amie de Longabaugh.

## Alias
Harry Alonzo Longabaugh utilisa de nombreux alias :
- The Sundance Kid
- Frank Smith
- H.A. Brown
- Harry A. Place
- Harry Long

## Dans la culture populaire

### Cinéma
- Longabaugh a été dépeint par Robert Ryan dans le film de 1948, Far West 89, même si le film est inexact sur un certain nombre de points, dont les plus notables sont les assassinats de sang froid par le personnage et sa mort à la fin du film.
- C'est un des personnages du film The Texas Rangers de 1951. Sam Bass, John Wesley Hardin, Butch Cassidy et Dave Rudabaugh et lui formant une bande, puis s'opposent à deux condamnés recrutés par John B. Jones pour les traduire en justice.
- Il a également été dépeint par Alan Hale Jr. dans le film de série-B de 1957, The Three Outlaws, avec Neville Brand dans le rôle de Butch Cassidy[11].
- Le rôle de Sundance a été tenu au cinéma en 1969 par Robert Redford auprès de Paul Newman dans le film Butch Cassidy and the Sundance Kid de George Roy Hill.
- Il a été repris par William Katt en 1979 au cinéma dans le film retraçant sa jeunesse, Les Joyeux Débuts de Butch Cassidy et le Kid (Butch and Sundance: The Early Days) aux côtés de Tom Berenger.
- Un film télévisé intitulé The Legend of Butch & Sundance a été diffusé en 2006. David Clayton Rogers joue Butch, Ryan Browning joue Sundance, et Rachelle Lefevre joue Etta Place.
- Dans le film Blackthorn de 2011, relatant la vie de Butch Cassidy ayant survécu à la tuerie de 1908, Padraic Delaney joue le rôle de Sundance Kid.
- Le nom de Sundance Kid a inspiré Robert Redford pour rebaptiser en 1991 le festival annuel de cinéma indépendant dont il avait pris la direction dans l'Utah : le Festival du film de Sundance.
- Dans le film Way of the Gun, le personnage de Benicio del Toro est appelé Mr. Longabaugh et le personnage de Ryan Phillippe s'appelle Mr. Parker d'après Butch Cassidy.
- Elizabeth Montgomery a joué sa petite amie fugitive dans le film de 1974, La femme du Kid[12].
- Arthur Kennedy a incarné le Sundance Kid dans le film Cheyenne de 1947 (plus tard reintitulé Wyoming Kid).

### Télévision
- Dans Les Simpsons spécial Halloween, Simpson Horror Show XIII, le Sundance Kid, avec Billy The Kid, Frank James, son frère Jesse James, et Guillaume II reviennent d'entre les morts.
- Dans un épisode de 2015 de la série documentaire Planète insolite, le voyageur Zay Harding (en) visite la maison de Butch Cassidy et du Kid près de Cholila en Argentine et interviewe d'un historien local sur leur temps passé en Argentine.

### Musique
- Le groupe de rock suédois Kent a publié une chanson intitulée Sundance Kid sur leur album Vapen & Munitions.
- Le canadien Sam Roberts a publié une chanson intitulée Sundance sur son album Love at the End of the World.
- Le groupe britannique Arctic Monkeys a sorti une chanson intitulée Black Treacle sur son album Suck It And See, dans lequel Alex Turner chante: « Je me sens comme le Sundance Kid derrière un synthétiseur » (« I feel like the Sundance Kid behind a synthesiser »)

### Littérature
- Sundance Kid est l'un des personnages du manga Drifters, sorti en 2009 et adapté en anime depuis octobre 2016. On le voit avec Butch Cassidy aux côtés des vagabonds et faisant face aux parias. On le voit la plupart du temps munit d'un long fusil et il utilise aussi une mitrailleuse.
- Harry Longbaugh est le personnage principal du roman Sundance de David Fuller, publié en 2014.